# 라피크 하리리
라피크 바하 엘 딘 알하리리(1944년 11월 1일 ~ 2005년 2월 14일, 아랍어: رفيق بهاء الدين الحريري)는 레바논의 기업인이자 정치인으로, 레바논의 제63대, 제65대 총리를 지냈다. (1992년~1998년, 2000년~2004년)
2005년 베이루트에서 차량 폭탄 테러로 암살되었으며, 레바논의 제69대 총리를 역임한 사드 하리리는 그의 둘째 아들이다.

## 생애와 경력
하리리는 시돈에서 수니파 이슬람 교도의 아이로 태어나, 베이루트 아랍 대학교 (Beirut Arab University)에서 공부하였다. 1969년 건축 회사 시코네스트 (CICONEST)를 설립하고 기업인으로서 활동을 시작했으며, 시오네스트는 석유 가격 상승의 영향으로 전례 없는 건축 경기가 활성화 된 1970년대 사우디아라비아에서 빠르게 성장해, 하리리는 사우디아라비아 건축 업계의 유력자가 되었다. 1978년 건설 업체 사우디 오거를 설립하고 사업을 아랍 전역으로 확장해 국제적 건설 업체로 성장시켰고, 1980년대에는 포브스 지의 부자 순위 100위 안에 들어가는 세계의 유수한 자산가가 되었다.
사우디아라비아에서 기업인으로서 성공한 하리리는, 사우디아라비아 정부와 관계를 강화한 한편, 레바논 내전으로 황폐해진 레바논의 부흥 사업에도 관여하였다. 1979년 하리리 기금을 만들어, 레바논 국내외의 레바논 출신 학생들에게 장학금을 지급하는 사업을 시작했으며, 레바논 내전으로 파괴된 베이루트, 시돈 등의 도시에서 도로, 상하수도, 구 중심가 재건 사업을 추진하였다.
레바논 내전이 끝난 1990년, 하리리는 레바논에 돌아와, 내전 이후의 국가 재건에 참여하였다. 1992년~1998년, 2000년~2004년 레바논의 총리를 지냈으며, 기업인으로서의 경험을 살려 국제적 지원을 받는 수완을 발휘하였다. 첫 번째 총리 재임 중이었던 1996년, 이 해 열린 총선에서 베이루트 선거구에 출마해 최다 득표로 국회의원에 당선되었다.
하리리는 총리로서 종파 갈등을 극복하고 레바논인의 단합을 호소하면서, 레바논 내전 이후의 국가 재건에 공헌한 것으로 평가되나, 한 편으로는 복구 사업을 통해 자신의 회사가 큰 수익을 올린 것으로 인해 비판의 대상이 되기도 하였다. 하리리의 대립 세력은 그가 사우디아라비아의 사우드가와 밀접한 관계라는 이유로 그를 사우디아라비아의 스파이로 비난하기도 하였다.
2004년 레바논 내전 종식 이후, 레바논 주둔을 계속하려는 시리아군의 철수 문제를 둘러싸고, 친 시리아 성향의 레바논 대통령 에밀 라후드의 임기를 연장하는 헌법 개정안이 시리아의 압력으로 의회에서 통과되자, 하리리는 이 영향으로 일어난 정국 혼란 중에 총리에서 물러났다.
2005년 2월 14일, 하리리는 베이루트에서 동행자들과 함께 폭탄테러 공격으로 암살되었으며, 하리리를 암살한 이슬람주의 조직은 하리리가 사우디아라비아 체제를 지원하고 있던 것을 암살의 이유로 제시하였다. 미국과 이스라엘은 하리리의 암살의 배후로 시리아 정보 기관을 지목하기도 하였다.
이 사건은 1990년대 점령 지배에 대한 레바논 국민의 불만을 폭발시켰으며, 이 영향으로 백향목 혁명 (Cedar Revolution) 이 일어나 반 (反) 시리아 세력이 확대되고, 결과적으로 정권도 친 시리아 성향 정권에서 반 시리아 성향 정권으로 바뀌게 되었다.

## 참고 자료
- Rafic Hariri 보관됨 2013-04-07 - 웨이백 머신 Official site with news, video, press releases, speeches, statements, government policy, Cabinet decisions and UN resolutions
- Future Movement Forum Future Movement Discussion Forum

Obituaries
- Obituary-Rafīq Harīrī - BBC News 14 February 2005
- Obituary-Rafīq Harīrī[깨진 링크(과거 내용 찾기)] - Lebanese Club @ MIT, President, Loai Naamani 15 February 2005
- Obituary-Rafīq Harīrī 보관됨 2006-02-06 - 웨이백 머신 - The Daily Telegraph 15 February 2005
- Obituary-Rafīq Harīrī - The Guardian 15 February 2005
- Obituary-Rafīq Harīrī 보관됨 2008-02-11 - 웨이백 머신 - The Times 16 February 2005
- Obituary-Rafīq Harīrī - Islamica Magazine [Summer] 2005

News coverage
- 'Beirut bombshell' - Fortune, Mitchell Protero, 4 May 2006
- Connecting the dots in Lebanon - Ya Libnan, 2 December 2006
- RafiqHariri.tk ongoing news reports
- Harīrī.org memorial page with news reports
- [깨진 링크( 과거 내용 찾기])] 'March for the martyr: Harīrī Remembered' Arabian Business, Massoud A. Derhally 14 February 2006
- Timeline: Lebanon A chronology of key events - BBC News 14 February 2005
- Harīrī's Absence Hard to Fill - New York Newsday 14 February 2005
- Lebanese prime minister Harīrī resigns - Aljazeera.net 20 October 2004
- The Los Angeles World Affairs Council Speech LAWAC 18 December 1996
- "Mr. Miracle" - TIME EUROPE 8 February 1993

Other
- The Fitzgerald report (link to the UN website) - 24 March 2005
- The Mehlis report (link to the UN website) - 20 October 2005
- Lebanese prime minister quits, By Brent Sadler, Caroline Faraj and Nada el-Husseini, CNN 15 April 2003
- Ambassador Farid Abboud discusses assassination: Farid Abboud
- Huge blast kills Lebanese ex-PM — Previously unknown group claims responsibility, CNN 14 February 2005
- Harīrī's comeback in Lebanon, BBC News 4 September 2000
- Al-Harīrī, Rafīq & family, 58, self-made 보관됨 2011-05-23 - 웨이백 머신, Forbes October 2002
- US Warns of UN Penalties After Lebanon Killing 보관됨 2005-03-12 - 웨이백 머신, Reuters Mon 14 February 2005
- Blasts, then silence: Cease-fire begins, CNN 26 April 1996
- INDEPTH: LEBANON Lebanon CBC News Online, Canadian Broadcasting Corporation, 15 February 2005
- Syria accused of killing Lebanon's ex-leader By Ramsay Short in Beirut and Anton La Guardia, Diplomatic Editor 보관됨 2008-02-26 - 웨이백 머신-The Daily Telegraph 15 February 2005
- Dossier: Rafiq Harīrī-Middle East Intelligence Bulletin, July 2001
- Brinkley, Joel Rice Says Syria Is at Least Indirectly Responsible for the Blast The New York Times, February 17, 2005
- Fattah, Hassan M. Wails at Loss of Lebanese Leader, Cries for His Vision The New York Times, February 17, 2005
- Saidi, Leena Huge Crowds Mourn Lebanon's Ex-Premier The New York Times, February 16, 2005
- Friedman, Thomas L. 'Hama Rules' The New York Times, February 17, 2005
- MacDonald, Neil. CBC Investigation: Who killed Lebanon's Rafik Hariri?, CBC News, November 21, 2010

- CBC Video links: Getting Away With Murder: Part 1; Part 2.

Print articles
- Family of Slain Lebanese Leader Demands Probe Into Killing -The Associated Press/New York Times 17 February 2005
- Death of Businessman By Ajami, Fouad The Wall Street Journal-17 February 2005 Page A12